# 稚内分屯基地
45°26′15″N 141°39′06″E / 45.437490100961284°N 141.6515350341797°E
稚内分屯地（わっかないぶんとんち、JGSDF Vice-Camp Wakkanai）是位于日本北海道稚内市惠比须5-2-1，由防卫省情报本部、陆上自卫队、海上自卫队、航空自卫队共同使用的防卫省設施，主要設施和用地为航空自卫队三泽基地稚内分屯基地。野寒布岬附近。
海上自卫队称之为「稚内基地分遣队」（わっかないきちぶんけんたい、JMSDF Wakkanai），陆上自卫队则称之为「稚内分屯地」（わっかないぶんとんち、JGSDF Vice-Camp Wakkanai）。
部署有陆上自卫队普通科部队和海上自卫队护卫舰群等实力部队，主要负责通信截听和宗谷海峡监视任务。最近的演习场是鬼志别演习场。陆上自卫队分屯地司令同时兼任第301沿岸监视队长，航空自卫队分屯基地司令则同时兼任第18警戒队长。

## 驻屯部队・机关
管理业务的一部分（警备・给食等）由名寄驻屯地业务队稚内管理班以及第301沿岸监视队所属陆上自卫官技官进行。
- （情报本部电波部东千歳通信所）
  - 稚内分遣班・・・俄罗斯通信傍受

〔陆上自卫队〕
- 第301沿岸监视队・・・宗谷海峡监视
- 第439会计队
- 第301基地通信中队稚内派遣队
- 名寄驻屯地业务队稚内管理班

〔海上自卫队〕
- 大凑地方队稚内基地分遣队

〔航空自卫队〕
- 第18警戒队・・・稚内雷达站运用（J/FPS-2雷达）
- 作战情报队电波情报収集群

## 最寄干线交通
- 一般道：国道40号、北海道道106号稚内天塩线、北海道道121号稚内幌延线、北海道道254号抜海港线
- 铁道：JR北海道宗谷本线 稚内站
- 港湾：稚内港（重要港湾）
- 飞行场：稚内空港（第二种空港）